# Ismar Littmanns konstsamling

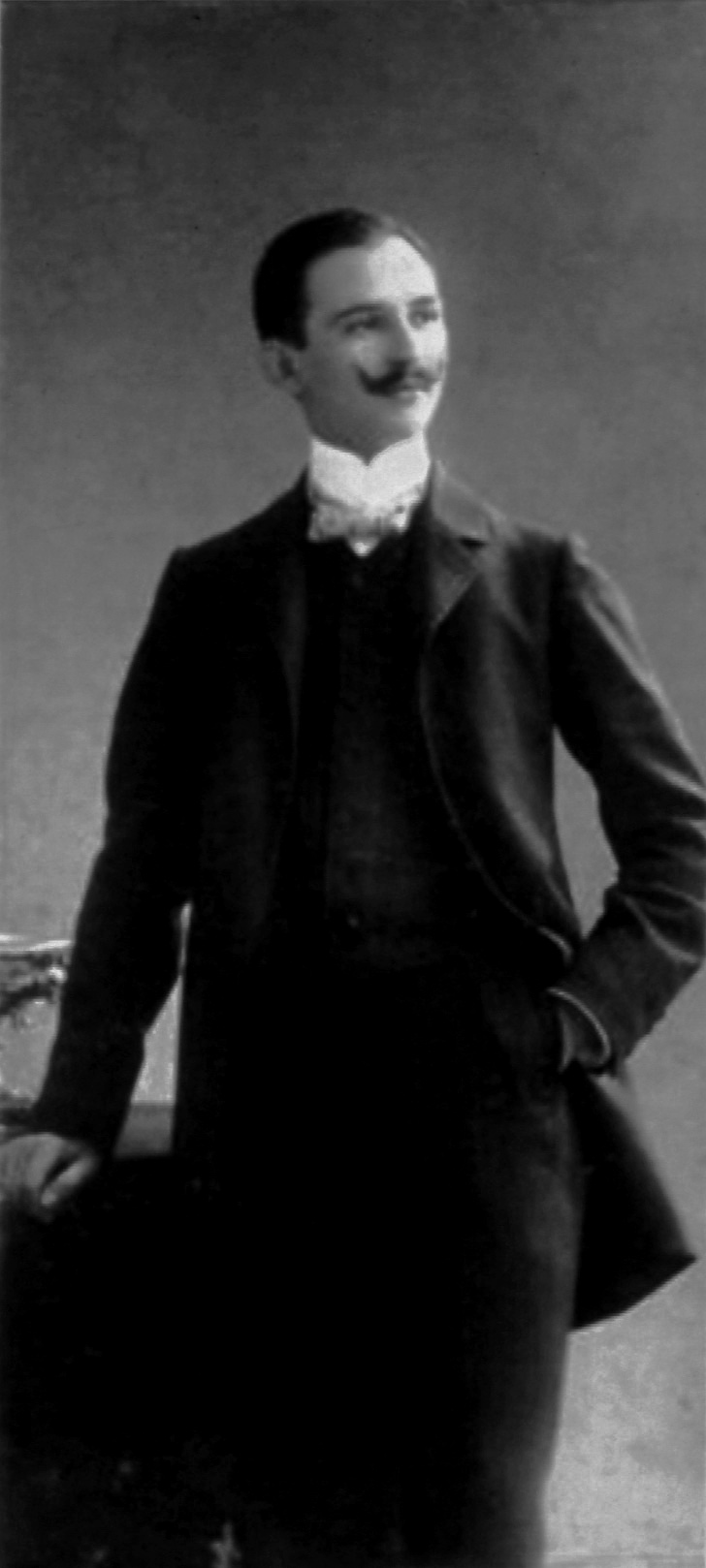
Ismar Littmann 1910

Ismar Littmanns konstsamling var en konstsamling i Tyskland på 1930-talet, vilken delvis beslagtogs och förstördes av landets nazistiska regim.
Ismar Littmanns änka Käthe Littmann lämnade efter Ismar Littmanns död 1934 in 156 konstverk ur samlingen till – det då ännu judiskt ägda – Auktionshaus Max Perl i Berlin, och ytterligare 44 målningar lämnades in till samma auktion av banker i familjen Littmanns hemstad Breslau. Två dagar före auktionen beslagtogs 64 konstverk av Gestapo, varav 18 av dem som Käthe Littmann lämnat in. De etiketterades som "typiskt kulturboljsevikiskt urspårade pornografiska bilder“. De kvarvarande 182 konstverken ropades ut den 26–27 februari 1935, men flertalet blev inte köpta då.
De 64 beslagtagna bilderna lämnades vidare till Nationalgalerie i Berlin, där de skulle bedömas en gång till för att antingen förstöras eller för att behållas som dokumentation av vad nazisterna kallade "Entartete Kunst“. Den dåvarande Nationalgalerie-chefen Eberhard Hanfstaengl valde ut fyra målningar ur Littmanns samling, samt 14 akvareller, för att bevaras, varefter övriga konstverk den 20 mars 1936 brändes i värmecentralen i Kronprinzenpalais, Berlin. Året därpå visades de fyra kvarvarande beslagtagna målningarna ur Ismar Littmanns konstsamling på Utställningen Entartete Kunst i München. 

## Restitution
Sedan 1960-talet har familjen Littmanns arvingar försökt återfå stulna konstverk. År 1961 lyckades detta med sex målningar, och 1965 med 117 konstverk. I slutet av 1990-talet återfanns en inventarielista för samlingen, och detta möjliggjorde en systematisk efterforskning av verkens proveniens.
Sedan 1999 har det skett restitution på basis av Washington Principles on Nazi-Confiscated Art av sex målningar och en teckning ur Littmanns samling. Ett  rekommenderat tillbakalämnande av målningen Buxbomsträdgården av Emil Nolde från Lehmbruck-Museum i Duisburg har dock avvisats av Duisburgs stad. Ytterligare sju konstverk kunde identifieras av ättlingarna, så att totalt åtminstone 15 verk ur samlingen har identifierats.

## Enskilda konstverk

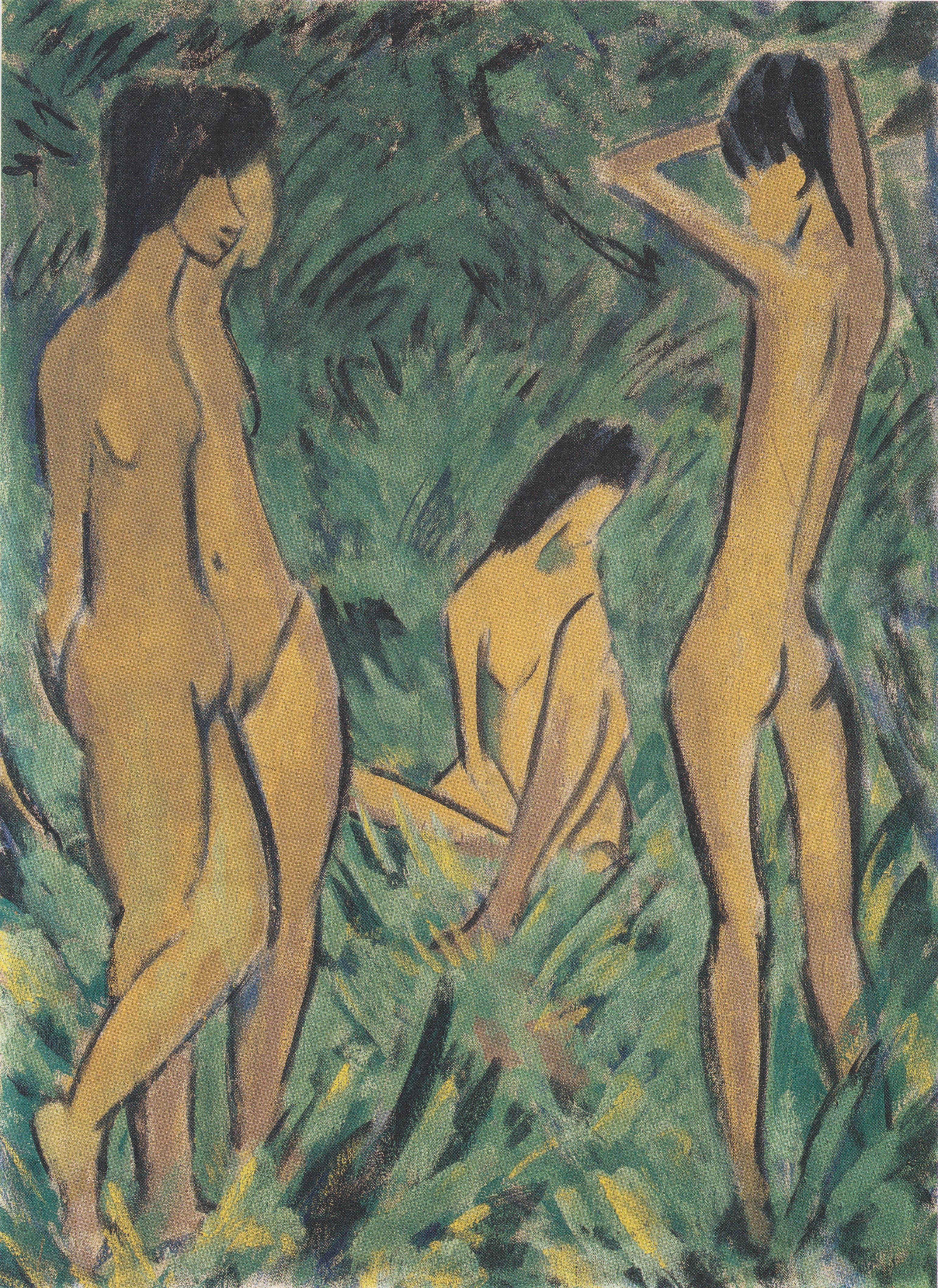
Otto Mueller: Knabe vor zwei stehenden und einem sitzenden Mädchen

### Otto MuellersKnabe vor zwei stehenden und einem sitzenden Mädchen
Otto Muellers Knabe vor zwei stehenden und einem sitzenden Mädchen, olja på linneduk, 1918–1919, var en av de fyra målningar som visades på utställningen Entartete Kunst. Den beslagtogs 1935 på Auktionshaus Max Perl i Berlin och förvarades på Kronprinzen-Palais. Den köptes 1940 av konsthandlaren Bernhard Boehmer, en av de fyra konsthandlare som nazistregimen valde ut att få köpa beslagtagen "Entartete Kunst". Efter en provenienslucka på 39 år vet man att den såldes 1979 via  Galerie Achim Moeller i London till Henri Nannen och att den så småningom inlemmades i Henri und Eske Nannen Stiftungs samling och ställdes ut i Kunsthalle in Emden.
Efter att ha uppmärksammats genom information i pressen om Littmanns konstsamling, undersökte Kunsthalle in Emden 1998 målningens proveniens. När det väl fastställts att den kom från Ismar Littmanns samling, beslöt ägarstiftelsens styrelse om restitution. Museets vänförening organiserade tillbakaköp av konstverket från arvingarna för 1,2 miljoner tyska mark.

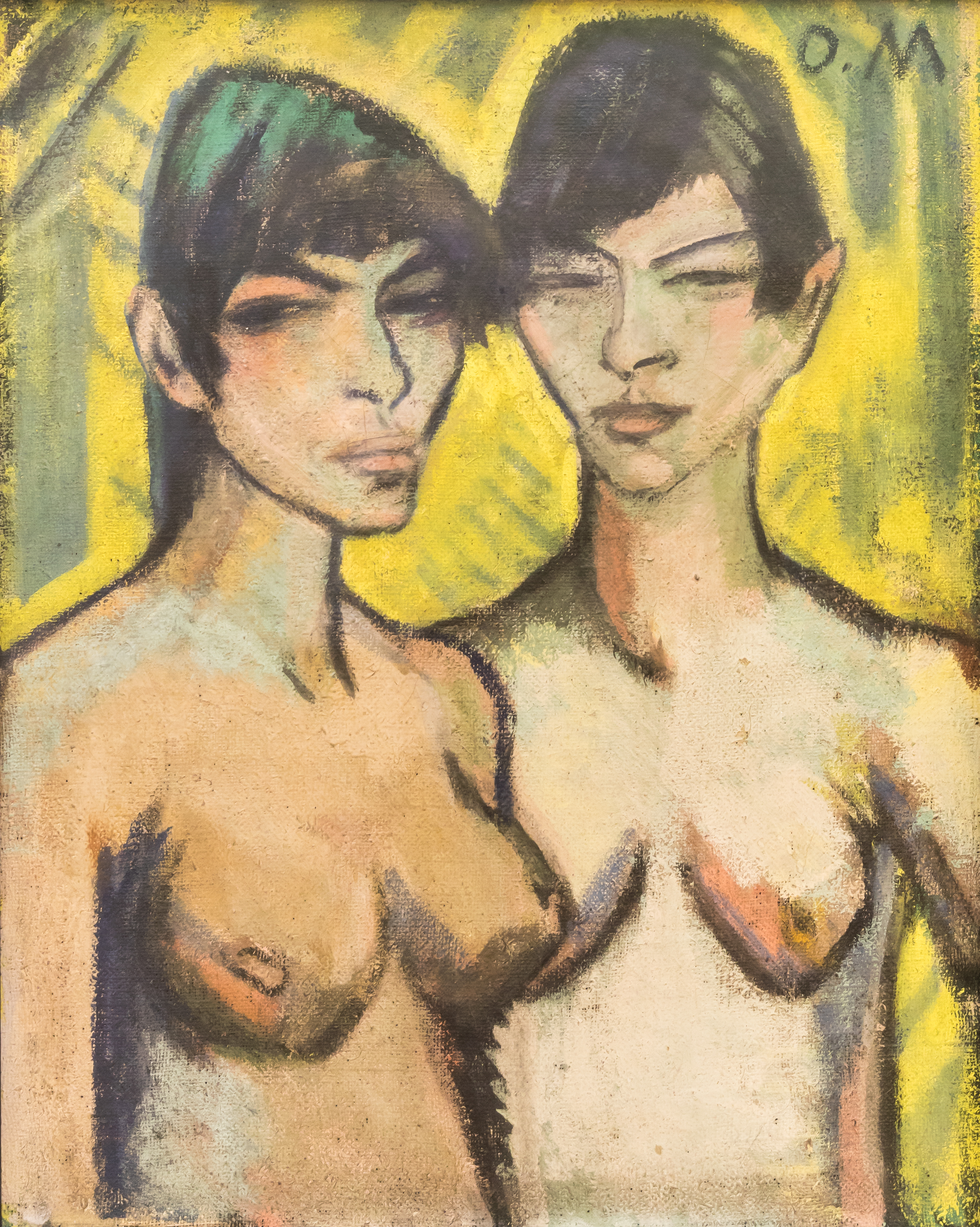
Otto Mueller: Zwei weibliche Halbakte

### Otto MuellersTvå kvinnliga halvakter
Otto Muellers Två kvinnliga halvakter, limfärg på juteduk, 1919, beslagtogs också 1935 på Auktionshaus Max Perl och ställdes ut 1937 på utställningen Entartete Kunst. År 1939 köptes målningen av regimens auktoriserade konsthandlare Hildebrand Gurlitt för 150 US dollar och såldes vidare  till konstsamlaren Josef Haubrich. Den donerades 1946 till Kölns stad och visades i Museum Ludwig.
På begäran av arvingarna, med hänvisning till Washingtonreglerna, restituerades målningen 1999.

### Karl HofersSitzender weiblicher Akt auf blauem Kissen
Karl Hofers Sitzender weiblicher Akt auf blauem Kissen, olja på linneduk, 1927, beslagtogs 1935 på Auktionshaus Max Perl och visades 1937 på utställningen Entartete Kunst. Proveniensen för denna målning har inte offentliggjorts, men den återlämnades 2002 till arvingarna.

### Nakenstudie av Franz Radziwill
En nakenstudie av Franz Radziwill är den fjärde målningen ur Ismar Littmanns konstsamling som visades på utställningen Entartete Kunst. Om dess vidare öde är ingenting känt.

### Lucien AdrionsLa Procession
Lucien Adrions La Procession, olja på linneduk, 1927, såldes 1935 på Auktionshaus Max Perl. På icke klarlagd väg kom den i besittning av den aktiva motståndsmannen Ernst Strassmann. Ernst-Strassmann-Stiftung, som inte kände till dess ursprung, lämnade 2002 in målningen till en auktion i Berlin, varvid den kunde identifieras som ingående i Littmanns konstsamling. Stiftelsen drog då tillbaka målningen och lämnade den till arvingarna.

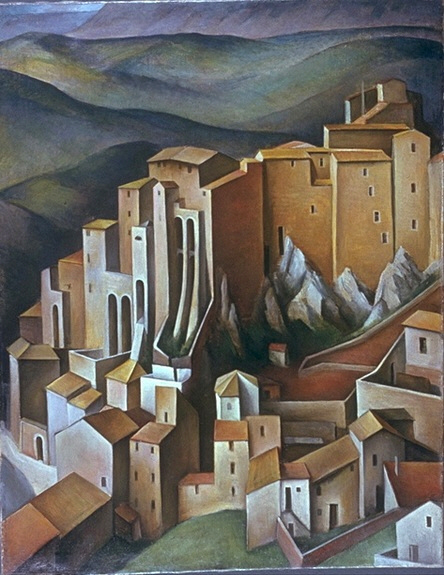
Alexander Kanoldt: Olevano

### Alexander KanoldtsOlevano
Alexander Kanoldts Olevano, olja på linneduk, 1927, inlämnades till Auktionshaus Max Perl och fanns 1951 i Nationalgaleries samlingar. Den återlämnades med hänvisning till Washingtonreglerna 2001.

### Lovis CorinthsPorträtt av Charlotte Corinth
Lovis Corinths Porträtt av Charlotte Corinth, olja på linneduk, 1915, såldes 1940 av Nationalgalerie. Den kom senare i  Hamburgische Landesbanks ägo, och utbjöds på en auktion 2000. Den identifierades då som stöldgods och återlämnades till familjen Littmanns arvingar.

### Otto Muellers teckningAkt an Baum lehnend
Otto Muellers teckning Akt an Baum lehnend identifierades som del av Littmanns konstsamling och återlämnades 2000 av Kupferstichkabinett Berlin.